# Craspedosis angustiplaga
Craspedosis angustiplaga là một loài bướm đêm trong họ Geometridae.